# Machaneng
Machaneng est une ville du Botswana.